# Jesper Blomqvist
Lars Jesper Blomqvist (Tavelsjö, 5. veljače 1974.) je umirovljeni švedski nogometaš i nacionalni reprezentativac. Nakon igračkog umirovljenja, Blomqvist je u prosincu 2009. postao pomoćni trener švedskog kluba Hammarbyja.
U igračkoj karijeri nastupao je za IFK Göteborg s kojim je u razdoblju od 1993. do 1996. osvojio četiri uzastopna naslova švedskog prvaka. S Manchester Unitedom je 1999. osvojio trostruku krunu (englesko prvenstvo, FA kup i UEFA Liga prvaka). 2003. vraća se u Švedsku gdje s Djurgårdenom osvaja svoj peti naslov švedskog prvaka u karijeri. Igrač se umirovljuje 2005. godine. 2008. kratko se vraća u aktivno igranje nogometa nastupajući za Enköping.
Za švedsku nogometnu reprezentaciju skupio je 30 nastupa, te je s njom osvojio brončanu medalju na Svjetskom prvenstvu u SAD-u 1994. godine.

## Klupska karijera

### Švedska
Kao mladi igrač, Jesper Blomqvist karijeru je započeo u Tavelsjö IK. 1992. odlazi u momčad Umeå, gdje počinje njegova profesionalna karijera. U proljeće te sezone, Blomqvist pomaže klubu u osvajanju Divizija 2 Norra Norrland titule, te se momčad na jesen promovira u Divizija 1 Norra Norrland prvenstvo. U to vrijeme, to je bila tadašnja druga švedska liga.
11. rujna 1993. igrač potpisuje za IFK Göteborg. Blomqvist za klub nastupa do 1996. te s Göteborgom osvaja četiri uzastopna naslova švedskog prvaka. Njegova najupečatljivija godina u klubu bila je 1994. Tada je u 24 prvenstvena nastupa postigao 8 pogodaka. U Ligi prvaka postigao je gol u 3:1 pobjedi protiv Manchester Uniteda te je nastupao za švedsku reprezentaciju u polufinalu Svjetskog prvenstva u SAD-u.
Igrajući protiv Manchester Uniteda, skrenuo je pozornost na sebe Unitedovom treneru Alexu Fergusonu. Naime, Blomqvist je svojim igrama i pogotkom protiv Man. Uniteda, uspio izbaciti engleski klub iz daljnjeg natjecanja te osigurati mjesto svojoj momčadi u četvrtfinalu natjecanja.
Igrač s klubom 1995. ponovo osvaja naslov švedskog prvaka, a njegov gol protiv Helsingborgsa, proglašen je najboljim golom švedskog prvenstva.
U svojoj posljednjoj sezoni u klubu, 1996., u prvu švedsku ligu plasirao se Blomqvistom bivši klub Umeå, po prvi puta u povijesti. Tako je Blomqvist imao priliku igrati protiv svojeg bivšeg kluba. Te godine, igrač je osim četvrte uzastupne titule švedskog prvaka, osvojio i dvije individualne nagrade. To su bile "Nagrada za švedskog igrača godine" i "Nagrada za najboljeg švedskog veznog igrača".
Na koncu sezone, Jesper Blomqvist odlazi u talijanski AC Milan.

### Serie A
U svojoj prvoj sezoni u Serie A, Blomqvist je često sjedio na klupi, a klub nije uspio osvojiti ni jedan trofej. U igru je najčešće ulazio kao zamjena. Unatoč svemu, Blomqvist je odbio transfer na Old Trafford. Razočaravajuću sezonu, Milan je završio na 11. mjestu, bez mogućnosti igranja u Europi sljedeće sezone.  
Završetkom sezone, Blomqvist je prodan u Parmu, u ljeto 1997. godine. Gdje više igrao nego u AC Milanu. Parma je prvenstvo završila na 6. mjestu te je propuštena mogućnost igranja u Ligi prvaka.
Svoj jedini pogodak za Parmu, Blomqvist je postigao u 4:0 pobjedi protiv Napolija u gostima.

### Premier liga
1998. Manchester United kupuje Blomqvista kao zamjenu Ryanu Giggsu. Vrijednost transfera iznosila je 4,4 mil. GBP.
S Manchester Unitedom iste sezone osvaja trostruku krunu (naslov engleskog prvaka, FA kup i UEFA Liga prvaka). Te sezone postigao je svoj jedini pogodak za "crvene vragove". Bio je to onaj postignut u 4:1 gostujućoj pobjedi protiv Evertona.
Igrač je sudjelovao u finalnoj utakmici FA kupa dok je u utakmici finala Lige prvaka započeo susret u prvom sastavu. Tijekom susreta, Alex Ferguson izvadio ga je iz igre te uveo Teddyja Sheringhama. Manchester United je na kraju pobijedio 2:1.
Sljedeće dvije sezone, zbog teške ozljede koljena, Blomqvist nije nastupao za Manchester United. To je bio razlog zbog čega mu klub nije produljio ugovor. 
Alex Ferguson tada se iskazao kao korektna osoba i trener, te nije ostavio Blomqvista "na cijedilu". Naime, Ferguson je uspio uvjeriti tadašnjeg Evertonovog trenera Walthera Smitha da dovede Blomqvista u klub.
Everton s tadašnjim švedskim reprezentativcem potpisuje kratkoročni ugovor koji je trajao od studenog 2001. do kraja sezone. Blomqvist je u Evertonu igrao na krilnoj poziciji, zajedno sa sunarodnjakom Niclasom Alexanderssonom. U siječnju 2002. igrač postiže svoj prvi i jedini pogodak za Everton u utakmici protiv Sunderlanda.
Zbog problema s ozljeda, novi trener Evertona, David Moyes, dozvolio je igraču da napusti klub u lipnju 2002.
Nakon Evertona, Blomqvist je bio na probi u Middlesbroughu, ali bio je nezadovoljan stanjem u klubu.
Tako umjesto za Middlesbrough, potpisuje za Charlton Athletic kao slobodni igrač. Za Charlton je upisao svega tri nastupa.

### Povratak u Švedsku
Nakon svega tri prvenstvene i jedne kup utakmice odigrane za Charlton Athletic (ponajviše zbog ozljede), Blomqvist se vraća u rodnu Švedsku. Tamo potpisuje kratkoročni ugovor za Djurgården. To se kasnije pokazalo kao nepopularni potez, jer su ga navijači IFK Göteborga proglasili Judom. Naime fanovi Göteborga, Blomqvistov odlazak u redove rivala protumačili su kao izdaju. Te sezone, Blomqvist je s Djurgårdenom osvojio naslov švedskog prvaka, svoj peti u karijeri. Zbog problema s ozljedama nastupio je u samo 9 utakmica.
Kao i u Manchester Unitedu, igrač je sljedeće dvije sezone proveo na klupi zbog ozljeda, nakon čega je 2005. prekinuo nogometnu karijeru.
2008. Blomqvist postaje trener švedskog drugoligaša Enköpinga. Zbog nedostatka igrača u momčadi zbog ozljeda, Blomqvist je kratko radio u klubu kao trener-igrač. U svojoj drugoj utakmici za klub, igrač je zaradio crveni karton. Zbog toga je klub u sljedećoj utakmici imao na raspolaganju svega 15 igrača.
15. rujna 2008. postigao je pogodak za klub, prvi nakon duže vremena, u 1:0 pobjedi protiv IK Siriusa.
Ukupno, Blomqvist je za klub nastupio u 10 utakmica, ali nije mogao spasiti klub od ispadanja u niži rang natjecanja.
Nakon toga, Blomqvist završetkom sezone odlazi iz kluba, te potpisuje ugovor za Hammarby IF gdje je pomoćni trener Michaelu Borgqvistu.

## Reprezentacija
Blomqvist je za švedsku reprezentaciju nastupio u 30 utakmica u razdoblju od 1994. do 2002. godine. Prvi nastup ostvario je na utakmici protiv Kolumbije 1994. godine.
Najveći reprezentativni uspjeh igrača je osvajanje brončane medalje na Svjetskom prvenstvu u SAD-u 1994. godine. Na tom turniru, Blomqvist je nastupio dva puta.
Protiv Kameruna nastupio je u startnih 11, dok je na utakmici protiv Brazila ušao u igru na početku drugog poluvremena, kao zamjena za Henrika Larssona.
Nakon osvojene bronce, nakon povratka u domovinu, svaki član reprezentacije nagrađen je sa zlatnom medaljom "Svenska Dagbladet", kao priznanjem za ostvareni rezultat.
Blomqvist je 2002. bio kandidat za švedsku reprezentaciju na Svjetskom prvenstvu u Južnoj Koreji i Japanu, ali nije ušao u uži krug.

## Privatni život
Blomqvist je rođen u gradu Tavelsjö, u švedskoj pokrajini Umeå. Bio je u vezi sa švedskom nogometašicom Tinom Nordlund koja je igrala za momčad Umeå, gdje je Blomqvist započeo svoju karijeru. Par je prekinuo vezu 2000. godine.
Jesper Blomqvist trenutno živi u Švedskoj te posjeduje nekretninu u Hrvatskoj. Nakon službenog umirovljenja 2005., postao je nogometni komentator na švedskoj televiziji TV4.
U rujnu 2006., prilikom posjeta rodnom gradu, Blomqvist je bio žrtva poludjelog napadača koji ga je dva puta udario u lice. Napadač je zbog toga sudski procesuiran.

## Osvojeni trofeji

### Klupski trofeji
| Švedska           | Švedska                   | Švedska   |
| Klub              | Trofej                    | Sezona    |
| ----------------- | ------------------------- | --------- |
| Umeå              | Divizija 2 Norra Norrland | 1992.     |
| IFK Göteborg      | Švedsko prvenstvo         | 1993.     |
| IFK Göteborg      | Švedsko prvenstvo         | 1994.     |
| IFK Göteborg      | Švedsko prvenstvo         | 1995.     |
| IFK Göteborg      | Švedsko prvenstvo         | 1996.     |
| Djurgården        | Švedsko prvenstvo         | 2003.     |
| Engleska          |                           |           |
| Manchester United | Englesko prvenstvo *      | 1998./99. |
| Manchester United | FA kup                    | 1998./99. |
| Manchester United | UEFA Liga prvaka          | 1998./99. |

- Prema pravilima, iako je Manchester United uspio osvojiti titule engleskog prvaka u sezonama 1999./00. i 2000./01., Blomqvistu zbog nesudjelovanja u momčadi (zbog ozljede), nisu dodijeljene medalje.

### Reprezentativni trofeji
| Švedska        | Švedska           | Švedska |
| Natjecanje     | Trofej            | Godina  |
| -------------- | ----------------- | ------- |
| SP 1994. - SAD | Brončana medalja  | 1994.   |
| ---            | Svenska Dagbladet | 1994.   |

### Individualni trofeji
| Švedska                             | Švedska |
| Trofej                              | Godina  |
| ----------------------------------- | ------- |
| Najbolji gol švedskog prvenstva     | 1995.   |
| Najbolji švedski vezni igrač godine | 1996.   |
| Najbolji švedski igrač godine       | 1996.   |